# Leona Zacharias

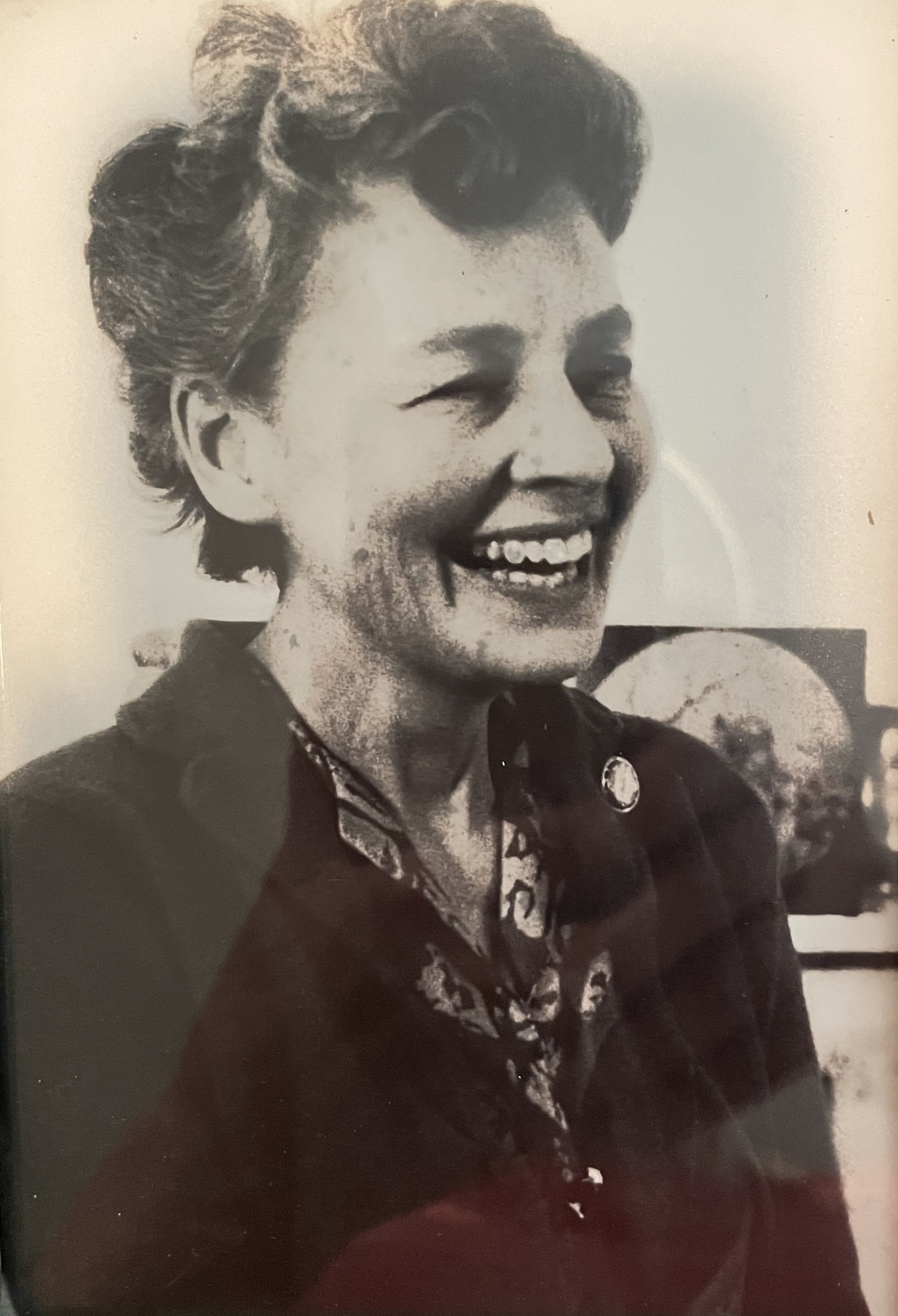
Leona Zacharias

Leona Ruth Zacharias (* 1907 in New York City, USA; † Januar 1990) war eine US-amerikanische Forscherin. Sie war 1936 die einzige weibliche Forschungsstipendiatin an der Columbia University. Ihre Forschung befasste sich mit retrolentaler Fibroplasie, einer Erkrankung, die bei Frühgeborenen zur Erblindung führte.

## Leben und Werk
Zacharias wurde als Leona Ruth Hurwitz als Tochter des Mathematiklehrers Joseph Hurwitz und seiner Frau Edith Gottfried geboren. Sie studierte Biologie am Barnard College, wo sie 1927 den Bachelor-Abschluss erhielt, und anschließend an der Columbia University. Dort erwarb sie 1928 in Zoologie den Master of Science und promovierte 1937 als einzige Frau in Anatomie mit der Dissertation: An Analysis of cellular proliferation in grafted segments of embryonic spinal cord.
Zacharias heiratete 1927 den Nuklearphysiker Jerrold Zacharias, mit dem sie zwei Töchter bekam. Sie wurde Forschungsassistentin am American Museum of Natural History, war gleichzeitig Anatomielehrerin für Medizinstudenten an der Columbia University und abends unterrichtete sie Kurse am Hunter College. Sie arbeitete weiter bis zur Geburt ihrer zweiten Tochter im Jahr 1942, und als ihr Ehemann für die Physikfakultät am MIT angeworben wurde, folgte sie ihm mit ihren beiden Töchtern nach Boston. Hier bekam sie eine Stelle als Dozentin für Augenforschung an der Harvard Medical School. Sie forschte von 1945 bis 1955 als Biologin an der Massachusetts Eye and Ear Infirmary, anschließend war sie bis 1965 Dozentin für Augenforschung an der Harvard Medical Schule. Dann war sie bis 1968 wissenschaftliche Mitarbeiterin in Geburtshilfe und Gynäkologie an der Harvard University und danach war sie dort Hauptmitarbeiterin. Am MIT war Zacharias von 1975 bis 1986 wissenschaftlicher Mitarbeiterin in der Abteilung für Ernährung und Lebensmittelwissenschaft, anschließend bis 1987 wissenschaftliche Mitarbeiterin in der Abteilung für Gehirn- und Kognitionswissenschaften und dann bis 1989 wissenschaftliche Mitarbeiterin im Fachbereich Angewandte Biowissenschaften.
Ihre Forschung konzentrierte sich auf retrolentale Fibroplasie und Fragen zum Beginn der Menarche.

## Forschung zu retrolentaler Fibroplasie
In den 1940er Jahren sprach die medizinische Gemeinschaft in Boston über Fälle von Frühgeborenen, die erblinden, nachdem sie mit vollkommen gesunden Augen geboren wurden. Im Gegensatz zu vielen Krankheiten, trat diese Epidemie in den Gebieten mit höherem Einkommen auf. Der erste Fall wurde am 14. Februar 1941 dokumentiert, als der Bostoner Kinderarzt Stewart Clifford einen routinemäßigen Hausbesuch machte, um ein zu früh geborenes Mädchen zu untersuchen. Obwohl die allgemeine Entwicklung des Babys ausgezeichnet war, entdeckte er, dass die Augen des Babys undurchsichtig waren und ungewöhnlich von einer Seite zur anderen zuckten. Das Baby war blind geworden. Als in den nächsten Jahren immer mehr ähnliche Fälle auftauchten, erkannten die Ärzte, dass dies kein Einzelfall war, sondern eine Epidemie, die weit über Boston hinausreichte.
Zacharias forschte im Massachusetts Eye and Ear Hospital zusammen mit T. L. Terry, der der retrolentalen Fibroplasie den Namen Terry-Syndrom gab. Nach dem Tod von Terry 1946, forschte Zacharias in dem Labor von V. Everett Kinsey, wo sie an den möglichen Ursprüngen der retrolentalen Fibroplasie arbeitete. 1952 fasste sie die Hypothesen möglicher Ursachen zusammen. Da die retrolentale Fibroplasie Frühgeborene in Industrieländern auf der ganzen Welt betraf, führte die Ursachenforschung zu einer weltweiten Zusammenarbeit. Bis 1953 untersuchten Forscher auf der ganzen Welt Epidemien der retrolentalen Fibroplasie, und es wurde festgestellt, dass dies auf einen hohen Sauerstoffgehalt in Inkubatoren zurückzuführen war, der das Wachstum von Blutgefäßen verlangsamte. Zacharias veröffentlichte eine Reihe von Artikeln während der 1950er Jahre und sie präsentierte mindestens einen davon auf einer Augenheilkundekonferenz. Gemeinsam definierten Kinsey und Zacharias die Ursachen und Komplikationen der Erkrankung.
1956 wurde Kinsey mit dem Lasker~DeBakey Clinical Medical Research Award ausgezeichnet, aber der Name von Zacharias war aus der Liste der Mitwirkenden gestrichen.
Die Autorin Katie Hafner, die Enkeltochter von Zacharias, dokumentierte im Jahr 2023 die Geschichte von Zacharias in Scientific American in der Podcast-Reihe Lost Women of Science.

## Veröffentlichungen (Auswahl)
- mit V. E. Kinsey: Retrolental fibroplasia; incidence in different localities in recent years and a correlation of the incidence with treatment given the infants . Journal of the American Medical Association 139 (9) 1949, S. 572–578.
- mit Paul Goldhaber, V. Everett Kinsey: Vitamin E Deficiency in Chicks: II. Plasma Xanthophyll Levels and Vitamin E Deficiency Symptoms, Four Figures. The Journal of Nutrition, Volume 42, Issue 3, November 1950, S. 453–462.
- mit Richard J. Wurtman: Blindness: Its Relation to Age of Menarche . SCIENCE, 29. Mai 1964, Vol 144, Issue 3622, S. 1154–1155.
- Retrolental Fibroplasia. Arch Ophthalmol. 70(1), 1963, S. 139.